# Sylvia Mabel Phillips
Sylvia Mabel Phillips (1945-) és una botànica anglesa, i destacada agrostòloga, que ha treballat extensament en la flora de la Xina. També treballa en una completa revisió del gènere Eriocaulon L. 1753 d'Àfrica.

## Algunes publicacions
- Phillips, SM. 1972. Columnea percrassa Gesneriaceae. D.l.: s.n.
- Sheng-lian Lu & Sylvia M. Phillips. "Agrostis". A 'Flora of China 'Vol. 22 pp. 317, 340, 348, 349, 351, 353, 358, 359, 361. Published by Science Press (Beijing) and Missouri Botanical Garden Press
- Zhen-lan Wu & Sylvia M. Phillips. "Aira". A 'Flora of China' Vol. 22 pp. 316, 334. Published by Science Press (Beijing) and Missouri Botanical Garden Press
- Sheng-lian Lu & Sylvia M. Phillips. "Alopecurus". A 'Flora of China' Vol. 22 pp. 316, 364. Published by Science Press (Beijing) and Missouri Botanical Garden Press.

## Honors
És membre de la Societat linneana de Londres

### Epònims
- (Leguminosae) Tephrosia sylviae  Berhaut[4]
- (Orchidaceae) Eulophia sylviae Geerinck[5]
- (Orchidaceae) Habenaria sylviae Geerinck[6]
- (Poaceae) Eragrostis sylviae Cope[7]
- (Ranunculaceae) Ranunculus sylviae Gamisans[8]